# Paasloo
Paasloo est un village néerlandais, situé dans la commune de Steenwijkerland, en Overijssel.
Le village est situé dans le nord-ouest d'Overijssel, entre Steenwijkerwold et Oldemarkt. Son église réformée date du XVIe siècle ; la nef de cette église a été construite d'après la forme d'une ferme typique de cette partie d'Overijssel.
En 1840, le village comptait 61 maisons et 348 habitants.
Avant 1973, Paasloo appartenait à la commune d'Oldemarkt. Du 1er janvier 1973 jusqu'au 31 décembre 2000, le village faisait partie de la commune d'IJsselham. Depuis 2001, Paasloo fait partie de la commune de Steenwijkerland.
Dans le cimetière de Paasloo sont enterrés les écrivains néerlandais J.C. Bloem et Clara Eggink.